# Tarapur
Tarapur là một thị trấn thống kê (census town) của quận Thane thuộc bang Maharashtra, Ấn Độ.

## Địa lý
Tarapur có vị trí 17°42′B 75°28′Đ / 17,7°B 75,47°Đ Nó có độ cao trung bình là 456 mét (1496 feet).

## Nhân khẩu
Theo điều tra dân số năm 2001 của Ấn Độ, Tarapur có dân số 7012 người. Phái nam chiếm 50% tổng số dân và phái nữ chiếm 50%. Tarapur có tỷ lệ 1% biết đọc biết viết, thấp hơn tỷ lệ trung bình toàn quốc là 59,5%: tỷ lệ cho phái nam là 1%, và tỷ lệ cho phái nữ là 1%. Tại Tarapur, 11% dân số nhỏ hơn 6 tuổi.